# Moctezuma (San Luis Potosí)
Moctezuma é um município do estado de San Luis Potosí, no México.